# Henri Gillain
Pour les articles homonymes, voir Gillain.
Henri Gillain dit Jean Darc ou Luc Bermar, né le 3 janvier 1913 à Gedinne (province de Namur) et mort le 10 août 1999 est un scénariste de bande dessinée belge francophone. Il est le frère aîné de Jijé pour qui il réalise quelques scénarios. Il est surtout connu pour avoir créé l'univers de Champignac dans une longue histoire adaptée par André Franquin pour les aventures de Spirou et Fantasio, Il y a un sorcier à Champignac.

## Biographie
Henri Gillain naît le 3 janvier 1913 à Gedinne. 

### Les débuts dans la presse
C'est son frère Joseph Gillain qui lui permet d'écrire dans les publications Dupuis, à partir d'avril 1947 pour le journal Spirou, puis en 1950 pour le Moustique. Sous le pseudonyme de Luc Bermar, il réalise les textes de plusieurs nouvelles, contes et rédactionnels, qui sont parfois illustrés par Will ou René Follet. Devant le refus de Charles Dupuis de continuer les scénarios de Tif et Tondu, sa production dans les publications Dupuis diminue fortement après 1952.
Henri Gillain écrit également durant les années 1950 des romans à l'eau de rose et des romans-photos, généralement sous son pseudonyme de Jean Darc, pour plusieurs hebdomadaires : Les Bonnes Soirées, un autre magazine appartenant aux éditions Dupuis, ainsi que Femmes d'aujourd'hui et Lectures d'aujourd'hui.
Il écrit aussi des reportages pour divers journaux belges, et tient une rubrique hebdomadaire Par-dessus la haie dans Le Messager, journal local du canton de Fosses et de la Basse-Sambre.

### Le sorcier de Champignac

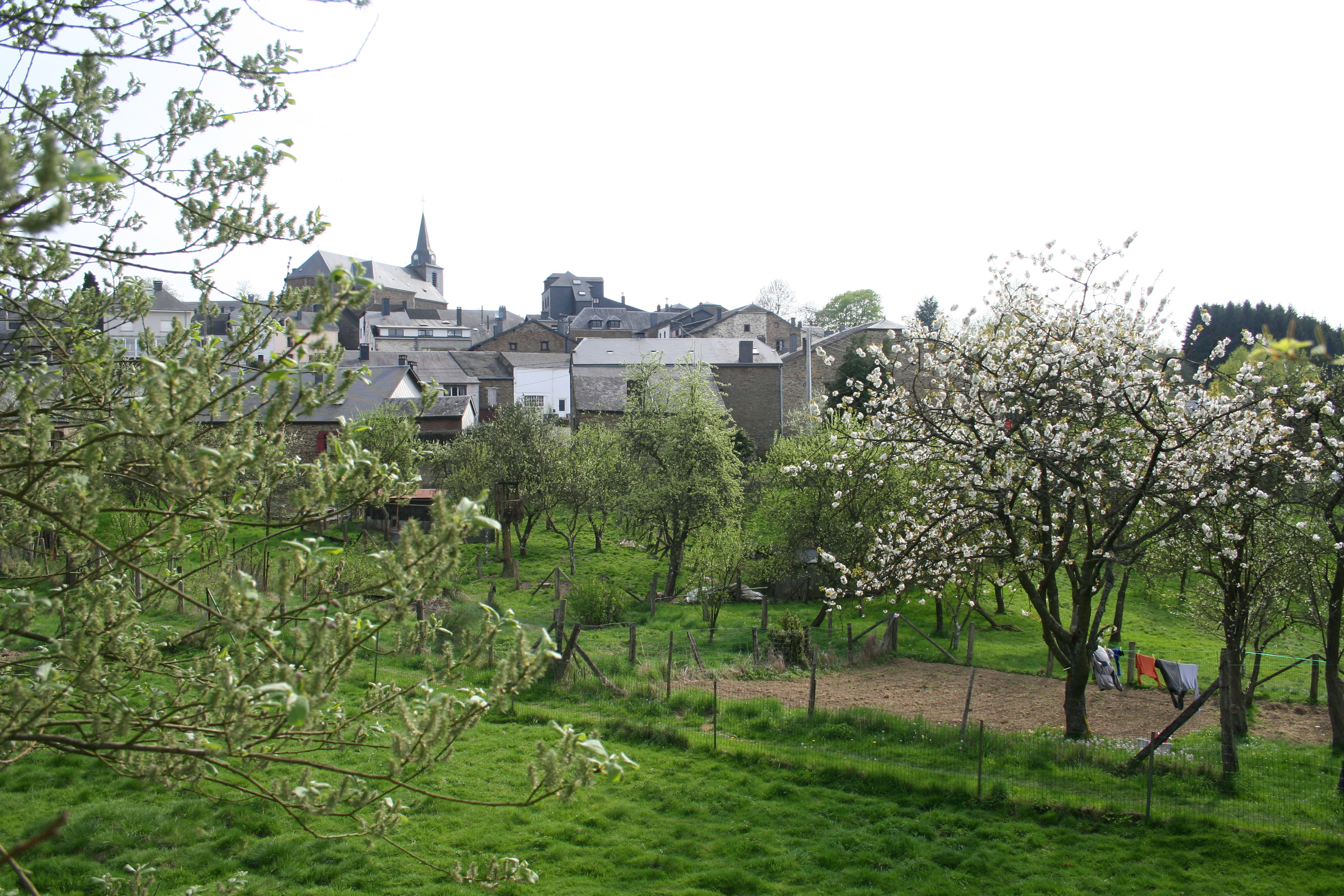
Corbion, inspiration de Champignac.

En 1950, André Franquin en panne d'idées vient voir son mentor, Jijé, en espérant qu'il pourra l'aider. Celui-ci l'oriente vers son frère, bouillonnant d'idées, qui lui compose un long scénario que Franquin va adapter. C'est Il y a un sorcier à Champignac.
Pour le village de Champignac, Henri Gillain s'inspire de son propre village natal, Corbion, tout près de Bouillon dans la province de Luxembourg.

### Henri et Joseph Gillain
Henri Gillain devient à l'occasion un donneur d'idées pour son frère, au point de réaliser des scénarios complets, officieusement, comme pour Blondin et Cirage en 1951 avec Le Nègre blanc.

### Tif et Tondu
À la suite du rachat des personnages de Tif et Tondu par les éditions Dupuis ; leur créateur Fernand Dineur abandonne l'histoire en cours, La Villa « sans souci » en laissant le dessinateur Will sans fin de scénario. C'est d'abord pour aider celui-ci qu'Henri Gillain termine le scénario de cette histoire, à partir de la planche no 20. 
Il connaît Will, autre élève de son frère Jijé, car celui-ci a déjà illustré certains de ses textes dans le journal Spirou, le Moustique ou le Messager. 
En 1952, il écrit l'entièreté du scénario de l'épisode Le Trésor d'Alaric. 
Henri Gillain écrit le synopsis du récit suivant, ainsi que le découpage d'une quinzaine de planches. Ce projet, intitulé La Bataille du pétrole, est refusé par Charles Dupuis, ce qui stoppe net la collaboration d'Henri Gillain sur la série Tif et Tondu, alors même que Gillain avait l'idée d'un nouveau scénario pour Tif et Tondu, se passant à Luna Park.

### Sandy et Hoppy
En 1959, Henri Gillain crée avec le dessinateur Lambil la série Sandy et Hoppy, dont il ne scénarise que le premier album, Une aventure en Australie.

### Autre activité
Il mène en parallèle une longue carrière d'enseignant.

### Décès
Il meurt le 10 août 1999, à l'âge de 86 ans.

## Œuvres publiées

### Dans des périodiques

#### Journal de Spirou
- Les Merveilleuses Cloches de petit Jean (texte), conte, 1947.
- Spirou et Fantasio (scénario adapté) avec Franquin (dessin) :
  - Il y a un sorcier à Champignac, 1950.
- Sa plus belle chasse (texte), avec Will (dessin), nouvelle, 1950.
- Noël coréen (texte), avec ? (dessin), nouvelle, 1950.
- Psalmanazar (texte), avec Follet (dessin), rédactionnel, 1951.
- Blondin et Cirage (scénario, non crédité) avec Jijé (dessin) :
  - Le Nègre blanc, 1951.
- Les Crocodiles dans les arbres (texte), avec ? (dessin), rédactionnel, 1951.
- Bob en eut la moitié (texte), avec Will (dessin), nouvelle, 1951.
- Tif et Tondu (scénario) avec Will (dessin) :
  - La Villa « sans souci » (de la planche 20 à la planche 46), 1951.
  - Le Trésor d’Alaric, 1952.
- La Lionne de Maldonata (texte), conte, 1954.
- Sandy et Hoppy (scénario, non crédité) avec Lambil (dessin) :
  - Une Aventure en Australie, 1959.

#### Le Moustique
- L'Aventure du salon rose (texte), avec Will (dessin), nouvelle, no 1249, 1er janvier 1950.

### En albums
- Spirou et Fantasio (scénario adapté), avec André Franquin (dessin), Dupuis :

2. Il y a un sorcier à Champignac, 1951.
- rééd. dans De Champignac au Marsupilami, intégrale 2, 2006.
- Blondin et Cirage (scénario, non crédité), avec Jijé (dessin), Dupuis :

6. Le Nègre blanc, 1952.
- Tif et Tondu (scénario), avec Will (dessin) :

2. Le Trésor d'Alaric, Dupuis, 1954.
1. La Villa « sans souci », (scénario, avec Dineur), Albino, 1982 (325 ex.).
1. La Villa « sans souci », (scénario, avec Dineur), Dupuis, 1985.
- rééd. dans Tif et Tondu 1949-1954, intégrale 1, Dupuis, 2017.
- Sandy et Hoppy (scénario), avec Lambil (dessin) :

- Samedi-Jeunesse no 109 : Hoppy le kangourou, éditions Samedi, 1966.
- rééd. dans Aventure en Australie, intégrale volume 1 : 1959-1960, Le Coffre à BD, 2008.  (ISBN 2350070840)

### Hommage
Une rue Jean Darc apparaît dans un one shot de Spirou et Fantasio, Le Groom vert-de-gris (dans le quartier des Marolles, planche 14) d'Olivier Schwartz et Yann.